# 梭地擬烏尾鮗
梭地擬烏尾鮗（学名：Paracaesio sordida），又名沖繩若梅鯛、雞仔魚，为笛鯛科若梅鯛屬下的一个种。

## 特徵
本魚眼大，吻短，大約等於或短於眼徑。上，下頜骨等長，胸鰭長，延伸到肛門。體色為淡紫藍色，尾鰭深分叉，且特別延長，幾乎呈絲狀。背和尾部鰭褐色略黃，其他鰭白色至半透明。背鰭硬棘10枚，軟條9至10枚；臀鰭硬棘3枚，軟條8枚。體長可達48公分。

## 生態
棲息在較深的珊瑚礁外緣，常成群活動，以浮游生物為食。

## 扩展阅读
- 維基物種上的相關：梭地擬烏尾鮗